# Olimpiai bajnok bobozók listája

Az alábbi táblázat a bobsport olimpiai bajnokait sorolja fel. A nők 2006-ban kapcsolódtak be a küzdelmekbe.
| Év, helyszín                | Férfi kettes                                                     | Férfi kettes         | Férfi négyes                                                                  | Férfi négyes | Női kettes                            | Női kettes  |
| --------------------------- | ---------------------------------------------------------------- | -------------------- | ----------------------------------------------------------------------------- | ------------ | ------------------------------------- | ----------- |
| 1924 Chamonix               |                                                                  |                      | Altfred Neveu, Eduard Scherrer, Altfred Schläppi, Heinrich Schläppi           | Svájc        |                                       |             |
| 1928 St. Moritz             |                                                                  |                      | William Fiske, Clifford Gray, Charles Mason, Richard Parke, Nion Tocker       | USA          |                                       |             |
| 1932 Lake Placid            | Curtis Stevens, Hubert Stevens                                   | USA                  | Edward Eagan, William Fiske, Clifford Gray, Jay O'Brian                       | USA          |                                       |             |
| 1936 Garmisch-Partenkirchen | Ivan Brown, Alan Washbond                                        | USA                  | Joseph Beerli, Charles Bouvier, Arnold Gartmann, Pierre Musy                  | Svájc        |                                       |             |
| 1948 St. Moritz             | Felix Endrich, Friedrich Waller                                  | Svájc                | William D'Amico, Patrick Martin, Edward Rimkus, Francis Tyler                 | USA          |                                       |             |
| 1952 Oslo                   | Lorenz Nieberl, Andreas Ostler                                   | NSZK                 | Franz Kemser, Friedrich Kuhn, Lorenz Nieberl, Andreas Ostler                  | NSZK         |                                       |             |
| 1956 Cortina d’Ampezzo      | Giacomo Conti, Lamberto Dalla Costa                              | Olaszország          | Robert Alt, Heinrich Angst, Gottfried Diemer, Franz Kapus                     | Svájc        |                                       |             |
| 1964 Innsbruck              | Robin Dixon, Anthony Nash                                        | Nagy-Britannia       | Douglas Anikin, John Emery, Victor Emery, Peter Kirby                         | Kanada       |                                       |             |
| 1968 Grenoble               | Luciano de Paolis, Eugenio Monti                                 | Olaszország          | Mario Armano, Luciano De Paolis, Eugenio Monti, Roberto Zandonella            | Olaszország  |                                       |             |
| 1972 Szapporo               | Peter Utzschneider, Wolfgang Zimmerer                            | NSZK                 | Werner Camichel, Edy Hubacher, Hans Leutenegger, Jean Wicki                   | Svájc        |                                       |             |
| 1976 Innsbruck              | Bernhard Germeshausen, Gerhard Nehmer                            | NDK                  | Jochen Babok, Bernhard Germeshausen, Bernhard Lehmann, Meinhard Nehmer        | NDK          |                                       |             |
| 1980 Lake Placid            | Josef Benz, Erich Schärer                                        | Svájc                | Hans-Jürgen Gerhardt, Bernhard Germeshausen, Bogdan Musiol, Meinhard Nehmer   | NDK          |                                       |             |
| 1984 Szarajevó              | Wolfgang Hoppe, Dieter Schauerhammer                             | NDK                  | Wolfgang Hoppe, Andreas Kirchner, Dieter Schauerhammer, Roland Wetzig         | NDK          |                                       |             |
| 1988 Calgary                | Janis Kipurs, Vlagyimir Kozlov                                   | Szovjetunió          | Ekkehard Fasser, Marcell Fässler, Kurt Meier, Werner Stocker                  | Svájc        |                                       |             |
| 1992 Albertville            | Donat Acklin, Gustav Weder                                       | Svájc                | Ingo Appelt, Gerhard Haidacher, Thomas Schroll, Harald Winkler                | Ausztria     |                                       |             |
| 1994 Lillehammer            | Donat Acklin, Gustav Weder                                       | Svájc                | Carsten Brannasch, Harald Czudaj, Olaf Hampel, Alexander Szelig               | Németország  |                                       |             |
| 1998 Nagano                 | Pierre Lueders, Dave MacEachern Günther Huber, Antonio Tartaglia | Kanada · Olaszország | Olaf Hampel, Marco Jakobs, Christoph Langen, Markus Zimmermann                | Németország  |                                       |             |
| 2002 Salt Lake City         | Christoph Langen, Markus Zimmermann                              | Németország          | André Lange, Enrico Kühn, Kevin Kuske, Carsten Embach                         | Németország  | Jill Bakken, Vonetta Flowers          | USA         |
| 2006 Torino                 | André Lange, Kevin Kuske                                         | Németország          | André Lange, Rene Hoppe, Kevin Kuske, Martin Putze                            | Németország  | Sandra Kiriasis, Anja Schneiderheinze | Németország |
| 2010 Vancouver              | André Lange, Kevin Kuske                                         | Németország          | Steven Holcomb, Steve Mesler, Curtis Tomasevicz, Justin Olsen                 | USA          | Kaillie Humphries, Heather Moyse      | Kanada      |
| 2014 Szocsi                 | Alekszej Vojevoda, Alekszandr Zubkov                             | Oroszország          | Alekszandr Zubkov, Alekszej Vojevoda, Dmitrij Trunyenkov, Alekszej Nyegodajlo | Oroszország  | Kaillie Humphries, Heather Moyse      | Kanada      |
| 2018 Phjongcshang           |                                                                  |                      |                                                                               |              |                                       |             |